# Seleção Argentina de Futsal Masculino
A Seleção Argentina de Futsal é o selecionado nacional de futsal masculino da Argentina, gerido pela Associação do Futebol Argentino e que representa o país nas competições de futebol organizadas pela Conmebol e pela FIFA.
Sua primeira partida oficial foi em 14 de setembro de 1987 contra Portugal, no âmbito do Terceiro Torneio de Futsal da FIFA que aconteceu em Brasília. Sua maior conquista foi a Copa do Mundo de Futsal de 2016, após derrotar a Rússia por 5 a 4 na final. Também já conquistou por três vezes a Copa América de Futsal.

## Estatísticas

### Copa do Mundo de Futsal da FIFA
| Desempenho na Copa do Mundo | Desempenho na Copa do Mundo | Desempenho na Copa do Mundo | Desempenho na Copa do Mundo | Desempenho na Copa do Mundo | Desempenho na Copa do Mundo | Desempenho na Copa do Mundo | Desempenho na Copa do Mundo | Desempenho na Copa do Mundo |
| Edição                      | Fase                        | Posição                     | J                           | V                           | E                           | D                           | GM                          | GS                          |
| --------------------------- | --------------------------- | --------------------------- | --------------------------- | --------------------------- | --------------------------- | --------------------------- | --------------------------- | --------------------------- |
| 1989                        | Segunda fase                | 8º/16                       | 6                           | 2                           | 0                           | 4                           | 13                          | 28                          |
| 1992                        | Segunda fase                | 7º/16                       | 6                           | 3                           | 0                           | 3                           | 16                          | 20                          |
| 1996                        | Primeira fase               | 9°/16                       | 3                           | 1                           | 1                           | 1                           | 7                           | 9                           |
| 2000                        | Segunda fase                | 8°/16                       | 6                           | 3                           | 0                           | 3                           | 16                          | 19                          |
| 2004                        | Quarto lugar                | 4°/16                       | 8                           | 4                           | 1                           | 3                           | 21                          | 18                          |
| 2008                        | Segunda fase                | 6°/20                       | 7                           | 3                           | 3                           | 1                           | 19                          | 12                          |
| 2012                        | Quartas-de-final            | 7°/24                       | 5                           | 3                           | 0                           | 2                           | 18                          | 9                           |
| 2016                        | Campeões                    | 1°/24                       | 7                           | 6                           | 1                           | 0                           | 26                          | 11                          |
| 2021                        | Vice-campeão                | 2°/24                       | 7                           | 5                           | 1                           | 1                           | 27                          | 8                           |
| 2024                        | Vice-campeão                | 2°/24                       | 7                           | 6                           | 0                           | 1                           | 30                          | 12                          |
| Total                       | 10/10                       | 3°                          | 62                          | 36                          | 7                           | 19                          | 193                         | 136                         |

### Copa América de Futsal
| Desempenho na Copa América | Desempenho na Copa América | Desempenho na Copa América | Desempenho na Copa América | Desempenho na Copa América | Desempenho na Copa América | Desempenho na Copa América | Desempenho na Copa América | Desempenho na Copa América |
| Edição                     | Fase                       | Posição                    | J                          | V                          | E                          | D                          | GM                         | GS                         |
| -------------------------- | -------------------------- | -------------------------- | -------------------------- | -------------------------- | -------------------------- | -------------------------- | -------------------------- | -------------------------- |
| 1992                       | Vice-campeão               | 2°/4                       | 3                          | 1                          | 1                          | 1                          | 6                          | 6                          |
| 1995                       | Vice-campeão               | 2°/4                       | 2                          | 1                          | 0                          | 1                          | 7                          | 7                          |
| 1996                       | Terceiro lugar             | 3°/4                       | 4                          | 1                          | 2                          | 1                          | 5                          | 10                         |
| 1997                       | Vice-campeão               | 2°/4                       | 3                          | 1                          | 0                          | 2                          | 8                          | 16                         |
| 1998                       | Quarto lugar               | 4°/4                       | 2                          | 0                          | 0                          | 2                          | 3                          | 6                          |
| 1999                       | Terceiro lugar             | 3°/4                       | 3                          | 1                          | 0                          | 2                          | 6                          | 11                         |
| 2000                       | Vice-campeão               | 2°/9                       | 4                          | 3                          | 0                          | 1                          | 9                          | 11                         |
| 2003                       | Campeões                   | 1°/10                      | 5                          | 4                          | 1                          | 0                          | 21                         | 9                          |
| 2008                       | Terceiro lugar             | 3°/10                      | 4                          | 3                          | 0                          | 1                          | 10                         | 8                          |
| 2011                       | Vice-campeão               | 2°/10                      | 5                          | 3                          | 1                          | 1                          | 20                         | 11                         |
| 2015                       | Campeões                   | 1°/10                      | 6                          | 3                          | 2                          | 1                          | 20                         | 11                         |
| 2017                       | Vice-campeão               | 2°/10                      | 6                          | 4                          | 1                          | 1                          | 26                         | 9                          |
| 2022                       | Campeões                   | 1°/10                      | 6                          | 4                          | 2                          | 0                          | 16                         | 9                          |
| 2024                       | Vice-campeão               | 2°/10                      | 6                          | 4                          | 0                          | 2                          | 12                         | 7                          |
| Total                      | 14/14                      | 2°                         | 59                         | 33                         | 10                         | 16                         | 169                        | 131                        |

## Títulos

### Seleção principal
| MUNDIAIS     | MUNDIAIS                                      | MUNDIAIS | MUNDIAIS                |
|              | Competição                                    | Títulos  | Temporadas              |
| ------------ | --------------------------------------------- | -------- | ----------------------- |
|              | Copa do Mundo FIFA de Futsal                  | 1        | 2016                    |
|              | Campeonato Mundial de Futebol de Salão da AMF | 2        | 1994 e 2019             |
|              | Copa das Confederações de Futsal              | 1        | 2014                    |
| CONTINENTAIS |                                               |          |                         |
|              | Competição                                    | Títulos  | Temporadas              |
|              | Copa América de Futsal                        | 3        | 2003, 2015 e 2022       |
|              | Jogos Sul-Americanos                          | 1        | 2022                    |
| OUTROS       |                                               |          |                         |
|              | Competição                                    | Títulos  | Temporadas              |
|              | Liga Sul-Americana de Futsal - Zona Sul       | 4        | 2017, 2022, 2023 e 2024 |
|              | Copa das Naciones                             | 1        | 2014                    |

### Seleções de base
- Sul-Americano de Futsal Sub-20 (1): 2016
- Sul-Americano de Futsal Sub-17 (2): 2022 e 2024

## Elenco atual
| Número | Nome               | Posição | Clube                   |
| ------ | ------------------ | ------- | ----------------------- |
|        | Nicolás Sarmiento  | Goleiro | Palma Futsal            |
|        | Lucas Farach       | Goleiro | Boca Juniors            |
|        | Maximiliano Rescia | Fixo    | Levante                 |
|        | Pablo Taborda      | Fixo    | Pesaro Calcio a 5       |
|        | Lucas Bolo         | Fixo    | San Lorenzo             |
|        | Damian Stazzone    | Fixo    | San Lorenzo             |
|        | Andrés Santos      | Ala     | Ribera Navarra          |
|        | Alan Brandi        | Ala     | Jaén Paraíso Interior   |
|        | Lucas Tripodi      | Ala     | Ribera Navarra          |
|        | Ángel Claudino     | Ala     | Servigroup Peñíscola    |
|        | Leandro Cuzzolino  | Ala     | Acqua e Sapone          |
|        | Sebastián Corso    | Ala     | Industrias Santa Coloma |
|        | Santi Basile       | Ala     | Boca Juniors            |
|        | Cristián Borruto   | Ala     | Pesaro Calcio a 5       |